# Kreuz Neunkirchen
Kreuz Neunkirchen is een knooppunt in de Duitse deelstaat Saarland.
Op dit knooppunt kruist de A8 Luxemburgse grens ten westen van  Perl-Pirmasens de A6 Franse grens ten westen van Saarbrücken-Tsjechische grens te zuidoosten van Waidhaus.

## Geografie
Het knooppunt ligt in de gemeente Kirkel ten noordwesten van de naam gevende stad Neunkirchen in het Landkreis Neunkirchen.
Nabijgelegen steden zijn Bexbach, Homburg en Neunkirchen.
Het knooppunt ligt ongeveer 3 km ten zuidoosten van het centrum van Neunkirchen, ongeveer 20 km noordoosten van Saarbrücken en ongeveer 40 km ten zuidwesten van Kaiserslautern.

## Configuratie
Nabij het knooppunt hebben beide snelwegen 2x2 rijstroken. Alle verbindingswegen hebben één rijstrook. Het is een klaverbladknooppunt.

## Verkeersintensiteiten
Dagelijks passeren ongeveer 85.000 voertuigen het knooppunt.
| Van                          | Naar             | Gemiddeld aantal voertuigen per dag | Percentage vrachtverkeer |
| ---------------------------- | ---------------- | ----------------------------------- | ------------------------ |
| AS Rohrbach (A 6)            | AK Neunkirchen   | 38.300                              | 14,3 %                   |
| AK Neunkirchen               | AS Homburg (A 6) | 46.000                              | 15,6 %                   |
| AS Neunkirchen-Kohlhof (A 8) | AK Neunkirchen   | 50.400                              | 12,6 %                   |
| AK Neunkirchen               | AS Limbach (A 8) | 38.900                              | 9,6 %                    |

## Richtingen knooppunt
| Aansluitende wegen                                      | Aansluitende wegen | Aansluitende wegen | Aansluitende wegen | Aansluitende wegen                                     |
| ------------------------------------------------------- | ------------------ | ------------------ | ------------------ | ------------------------------------------------------ |
| richting Neunkirchen / Saarlouis Luxemburg / Trier (A1) |                    |                    |                    | richting Homburg / Kaiserslautern Mannheim / Karlsruhe |
|                                                         |                    |                    |                    |                                                        |
|                                                         |                    |                    |                    |                                                        |
|                                                         |                    |                    |                    |                                                        |
| richting Saarbrücken Metz / Parijs                      |                    |                    |                    | richting Zweibrücken / Pirmasens                       |